# 巨神兵東京に現わる
『巨神兵東京に現わる』（きょしんへいとうきょうにあらわる）は、東京都現代美術館で2012年7月10日から開催された展覧会「館長 庵野秀明特撮博物館 ミニチュアで見る昭和平成の技」にて公開された特撮短編映画。展覧会の館長を務めた庵野秀明による企画作品。監督は樋口真嗣。『風の谷のナウシカ』に登場する巨神兵を用いたスピンオフ作品となっている。展覧会はその後、全国を巡回した。
2012年11月17日から、『巨神兵東京に現わる 劇場版』のタイトルで『ヱヴァンゲリヲン新劇場版:Q』と同時上映された。特撮博物館上映版と違い、エンドロールの追加、モノローグや音声の調整に加え、映像の調整として合成の巨神兵の羽や電柱、火花などに3DCGを使用している。

## ストーリー
東京に一人で暮らしている女性の「私」のところに、突然弟がやってきて「明日、この街は滅ぶ」と予言めいたことを言い出す。いつもはそんなことを言わない弟を訝しく思いながらも取り合わない「私」だったが、翌日に突然異形の巨人「巨神兵」たちが東京に現れ、街を焼き尽くしていく。

## キャスト
- ナレーション：林原めぐみ
- TV画面の声：辻岡義堂（日本テレビアナウンサー）

## 製作
本作品では特撮博物館用に上映する映画という趣旨のためにCGを一切使用しないという制約の下、新旧様々な手法による特撮技術とデジタル合成のみで製作されている。ミニチュアは一部を新造したほか、マーブリング・ファインアーツ・東宝・特撮研究所で保管していたものも総動員された。
また、特撮博物館内では本作品の撮影の様子を収めたメイキング映像『巨神兵が東京に現われるまで』も同時公開された。監督の樋口真嗣によると、元々が博物館内で特撮映像の作り方を紹介するという趣旨だが過去の特撮映画のメイキング映像があまり存在しないために「メイキングを作るための本編を撮った」と語っている。
舞城王太郎による「言語」（劇中テキスト）は、雑誌『文藝』2013年夏季号の「特集：舞城王太郎」に全文掲載された。

### スタッフ
- 製作：庵野秀明、鈴木敏夫
- 巨神兵：宮﨑駿
- 言葉：舞城王太郎
- 脚本：庵野秀明
- 画コンテ：樋口真嗣
- 音楽：岩崎太整
- プロデューサー：小林毅
- 製作補：川上量生、橋田真、轟木一騎
- 監督補・特殊技術統括：尾上克郎
- 美術監督：三池敏夫
- 美術：稻付正人
- 撮影：鈴木啓造、桜井景一
- 照明：安藤和也
- 特殊効果・操演：関山和昭
- テクニカル プロデューサー：大屋哲男
- 編集・VFXスーパーバイザー：佐藤敦紀
- 整音：山田陽
- 音響効果：野口透
- 巨神兵操演：村本明久
- 助監督：中山権正
- 制作担当：三松貴
- 劇場版マネージメント：緒方智幸
- 撮影助手：岡本純平、内田圭、関口洋平
- 照明助手：関澤陽介、澤村圭佑
- 美術助手：原島徳寿、高橋一、丹羽麻里奈
- 美術応援：松浦芳
- 特殊効果・操演助手：中山亨、寺門勇、和田宏之、黒田政紀
- 監督助手：上田倫人
- 美術助手応援：田口清隆、奥山れもん
- 制作応援：小串遼太郎
- プロダクション アシスタント：青木貴之
- メイキング：島崎淳、清洲昇吾
- 劇場版編集：李英美
- 劇場版編集助手：辻田恵美
- 巨神兵造型
  - イメージデザイン：前田真宏
  - 雛形造型：竹谷隆之
  - メカニカル造型：倉橋正幸、桑島健一
  - 特殊造型：上村邦賢、佃博之、高橋洋史、伊禮博一
  - 造型監修：百武朋
  - フォーム テクニシャン：並河学
  - 雛形造型補助：小関正明、井田恒之、山口隆、伊澤靖志
  - 造型補助：鬼頭栄作、杉本綾子、高橋友美、各務未紗、内海里佳、杉浦智恵、徳田陽平
  - 雛形造型協力：宮脇修一（海洋堂）
- 背景
  - 背景美術：島倉二千六、矢萩峰之
- ミニチュア
  - ミニチュア造型：岩崎憲彦、伊原弘、木場太郎、堀礼法
  - ミニチュア造型助手：佐藤祐一、福島彰夫、石川徹、杦山弘平、田中孝弘、原島周平、箱崎理恵、羽場しおり、仲田優馬
- VFX
  - イマージュ・モーターライズ
    - 3DCG・コンポジット：福嶋瞬カルロス、川手景太、山本健介
    - コンポジット：坂崎卓哉、桑原大輔、瀬川信康
    - コンポジット アシスタント：ツジノミナミ、白尾清学、豊岡由之、上村勇一郎、間瑤子、瀧野薫、庄子雅人、師岡伸一、荒井栞花
    - マネージメント：富澤睦夫

  - ピクチャー エレメント
    - デジタル カラーグレーダー：齊藤精二
    - 本編集・Flameコンポジット：大竹航
    - D.I.T：渡辺卓人
    - データ管理：関塚佳央里
    - 制作デスク：加用梨恵

  - エム・ソフト
    - RayBrid MatteMaker オペレーター：太田仁美
    - エンジニア：宗宮優一
    - コーディネーター：橋本公行
    - 劇中画面作成：目崎利幸
- 音楽
  - 音楽協力：船山美也子、土屋絢子、佐藤ひろのすけ、吉川昭仁
  - Studio Dede
    - レコーディング エンジニア：岡本司
    - ミキシング エンジニア：法西隆宏
- 録音
  - Sound Team Donjuan
    - スタジオ アシスタント：八巻大樹、松下春香

  - 東宝ポストプロダクションセンター
    - スタジオ エンジニア：北河布紗子
    - スタジオ アシスタント：杉本久仁彦
    - テクニカル サポート：菊地秀穂
- 作画
  - 光学作画：庵野秀明
  - 動画：村田康人、井関修一、小野承國、吉井勝也、中村颯、高木麻穂
- 素材協力
  - 実景撮影協力：元村直樹、蛭間鉄平、李子峘、品川朋彦、膝飛、清水洪軌（早稲田大学 安藤紘平研究室）
  - 写真提供：星智徳
- 映像協力：日本テレビ放送網
- 特別協賛
  - KDDI - 髙橋誠、雨宮俊武、岡部潤、金山、平戸崇博
  - グッドスマイルカンパニー - 安藝貴範、小田ツヨシ
- 特別協力：早稲田大学 安藤紘平研究室、早稲田・東宝 芸術科学センター、森ビル
- 撮影協力：栃木鉱山環境開発、栃木フィルムコミッション、日本テレビ放送網、UR都市機構、三菱地所ビルマネジメント、喜屋ビル、アクティオ 日本レンタカー
- 協力：マーブリング ファインアーツ、ミューロン、アトリエ雪、三和映材社、東宝スタジオ、アニメ・サウンド・プロダクション、キングレコード、ティ・ジョイ、日本テレビ放送網
- 制作：特撮研究所、カラー
- 製作：スタジオジブリ
- 監督：樋口真嗣
- 企画：庵野秀明[8]（ノンクレジット）

## 受賞
2012年、第16回文化庁メディア芸術祭エンターターテインメント部門審査委員会推薦作品受賞。
2013年2月23日、VFX-JAPANアワード 2013の「CM、博展映像部門」優秀賞を受賞した。

## テレビ放送
2014年9月5日の『金曜ロードSHOW!』で『巨神兵東京に現わる 劇場版 TV版』が『ヱヴァンゲリヲン新劇場版:Q TV版』と合わせて地上波初放送された。視聴率は関東地区で10.0%を記録した。

## 関連商品
2013年4月24日発売の『ヱヴァンゲリヲン新劇場版:Q』のBD/DVDにも映像特典として収録。スタジオジブリ製作の作品であるため、慣例通り本編冒頭にはトトロの横顔とロゴの描かれたシーンが挿入されているが、本作品に限ってはデザインは同一であるものの背景が従来のブルーではなく、レッドを基調にしたカラーリングとなっている。